# 마이크 소샤
마이클 로리 소샤(Michael Lorri Scioscia, 1958년 11월 27일 ~ )는 전 메이저 리그 베이스볼 로스앤젤레스 다저스에서 뛰던 포수이며, 로스앤젤레스 에인절스 오브 애너하임의 감독이었다.
그는 2000년 시즌 이래 그 직위를 맡았고 현재 메이저 리그 베이스볼 역사상 장기적 감독이다. 선수로서 소샤는 1980년 로스앤젤레스 다저스와 함께 자신의 메이저 리그 데뷔를 하였다. 그는 13년간의 메이저 리그 베이스볼 경력에 다저스와 함께 2회의 올스타 경기에 선발되었고 2회의 월드 시리즈를 우승하였다. 그는 자신 경력의 후반에 샌디에이고 파드리스와 텍사스 레인저스에 의하여 계약이 맺어졌으나 부상으로 인하여 아무 팀을 위하여 메이저 리그 경기에 나오지 않았다.
자신의 선수 경력이 끝난 후, 소샤는 1999년 시즌 이후에 에인절스의 감독으로 기용되기 전에 다저스 기구에서 마이너 리그 감독과 메이저 리그 코치로서 몇몇의 시즌을 보냈다. 감독으로서 소샤는 2002년 에인절스를 월드 시리즈 우승 팀으로 이끌었다. 그는 우승, 감독을 맡은 경기들과 디비전 타이틀들에서 에인절스의 사상 감독 지도자이다. 소샤는 2002년과 2009년 공식 "올해의 아메리칸 리그 감독" 상과 함께 명예가 주어졌다. 2011년 5월 8일 소샤는 1000개 혹은 그 이상의 경기들을 우승하는 데 56번째 감독이 되었고, 하나의 팀과 함께 1000개 혹은 그 이상의 승리들을 가지는 데 23번째가 되었다.

## 선수 경력
1976년 아마추어 드래프트의 1번째 라운드에서 로스앤젤레스 다저스에 의하여 드래프트된 마이크 소샤는 1980년 다저스를 위한 데뷔를 하고, 팀을 위하여 12년간 활약하였다. 다저스의 감독 토미 라소다는 1976년 필라델피아 외곽들에 위치한 스프링필드 고등학교의 밖으로 팀이 그를 드래프트 한 후에 다저스와 계약을 맺는 데 그에게 도움을 주었다. 소샤는 1981년 신인 선수 센세이션 페르난도 발렌수엘라와 함께 야구를 좀 더 수월하게 하는 데 있어서 스페인어를 배우는 노력을 하면서도 자신을 평가 할 사람을 만나기 위해서 샌디에이고 파드리스로 갔으나 그해의 봄 훈련 기간 동안에 회전근이 찢어져 팀을 위한 정규 시즌의 경기들에서 활약하지 않았다. 부상으로부터 경기에 돌아오는 시도에 실패한 후, 1994년 텍사스 레인저스와 함께 자신의 경력을 폐문하여 또다시 그해에 아무 정규 시즌 경기들에 나오지 않았다.
독점적으로 포수로 6 피트 2 인치, 230 파운드의 소샤는 첫째로 자신의 방어로 알려졌다. 전 다저스 부회장 앨 캠퍼니스는 소샤가 그의 46년간 야구 경력에 보인 그를 한번 최고의 포수라고 불렀다. 1985년 7월 세인트루이스 카디널스의 강타자 잭 클라크와 하나의 충돌에서 소샤는 의식을 잃었으나 아직도 공을 잡았다.
소샤의 본루를 막고 척살을 만드는 기술은 대부분의 포수들에 의하여 고용된 전통적 매너로부터 서서히 변하였다. 척살을 응용할 때 대부분의 포수들은 자신들의 맨손으로 공을 잡고, 그 손과 함께 그러고 나서 양손과 함께 척살을 응용하는 데 포수들의 미트의 안으로 들어온다. 소샤는 오히려 자신의 맨손의 이용을 만들지 않고 자신의 미트에서 공을 잡는 것을 좋아하였다. 그는 자신 선수 경력의 대부분을 위하여 똑같은 포수의 미트를 이용하였다.
참으로 소샤는 자신의 내구력으로 알려졌다. 회전근이 찢어져 1983년 시즌의 대부분을 놓친 후, 소샤는 다저스와 함께 자신의 경력 나머지를 위하여 각각 시즌의 100개 이상의 경기들에서 활약하였다. 방어적으로 소샤는 정통적으로 현란하지 않았으나 그는 완고한 접촉 타자로 알려져 자신 경력의 코스에 한번 여러 14개의 타수보다 적게 스트라이크아웃 시켰다. 접촉을 만드는 그의 능력의 이유로 그는 어쩌다 타구 순서에서 2루 타자로서 이용되었다. 그는 특히 1985년 방어에 강한 시즌을 가졌으며 .296점을 타구하여 출루율에서 내셔널 리그 2위를 하였다.
소샤는 1988년 내셔널 리그 챔피언십 시리즈에의 4번째 경기에서 뉴욕 메츠의 드와이트 구든을 상대로 경기를 동점 매긴 홈런을 치기도 하였다. 다저스가 여분의 회들에서 그 경기를 우승하면서 소샤의 돌풍은 그 시리즈에서 다저스가 최후적으로 우세하는 데 결정적을 증명하였다.
소샤는 1981년과 1988년 월드 시리즈 우승 팀에 중요한 선수였고, 경기 포구에서 다저스의 사상지도자이다. 1990년 소샤는 명예의 전당 헌액자 로이 캄파넬라 이래 올스타 경기에서 출발하는 데 첫 다저스 포수가 되었다. 1988년 다저스 팀으로부터 소샤의 동료 선수 알프레도 그리핀은 현재 로스앤젤레스 에인절스 오브 애너하임과 함께 소샤의 코치 직원이다. 소샤는 자신 경력의 마지막으로 샐러리에서 한 해에 2백18만 3천3백33 달러 만큼, 자신 경력에 비공식적 1천1만 9천9백99 달러를 벌었다.
소샤는 자신 경력에서 2명의 무안 타자들을 잡았으며, 1990년 6월 29일 페르난도 발렌수엘라 대 카디널스, 1992년 8월 17일 케빈 그로스 대 샌프란시스코 자이언츠에 의하여 던져졌다. 그는 자신의 경력 동안에 136개의 스트라이크아웃을 잡아 메이저 리그 포수들 중에 사상 4위로 들어왔다. 소샤는 자신의 선수 경력의 대부분을 위하여 똑같은 포수의 미트를 이용하였다.

## 감독 경력

### 로스앤젤레스 에인절스 오브 애너하임
다저스 기구에서 코치로서 몇몇의 해를 보낸 후, 테리 콜린스와 조 매던의 후기 시즌 사임에 이어 1999년 시즌 이후에 소샤는 에인절스의 새 총지배인 빌 스톤먼에 의하여 에인절스의 감독으로 기용되었다. 소샤는 2006년 매든이 탬파베이 데블 레이스와 자신의 감독 직위를 받을 때까지 매든을 수석 감독으로 유지하려고 하였다.
스톤먼과 소샤의 지도 아래 에인절스는 2002년 자신들의 16년간 플레이오프 부족을 끝내고, 소샤의 전 다저스 동료 선수 더스티 베이커가 감독을 맡은 샌프란시스코 자이언츠를 상대로 에인절스를 맞붙게 한 시리즈로 최후적으로 프랜차이즈의 첫 월드 시리즈를 우승하였다. 시리즈를 우승하면서 소샤는 선수와 감독 둘 다로서 월드 시리즈를 우승하는 데 17번째 사람이 되었다.
2002년 월드 시리즈는 에인절스와 그들의 가장 미워하던 라이벌 사이에 결판이었던 이유로 로스앤젤레스 다저스의 팬을 위한 최악의 악몽으로 숙고되었다. 하지만 많은 다저스 팬들은 시리즈가 열리는 동안에 에인절스를 위하여 성원을 하였고 에디슨 인터내셔널 필드에서 경기들에 참석하였다. 소샤를 포함한 에인절스의 코치들의 대부분은 다저스 팬들을 구제하는 도움을 주었다.

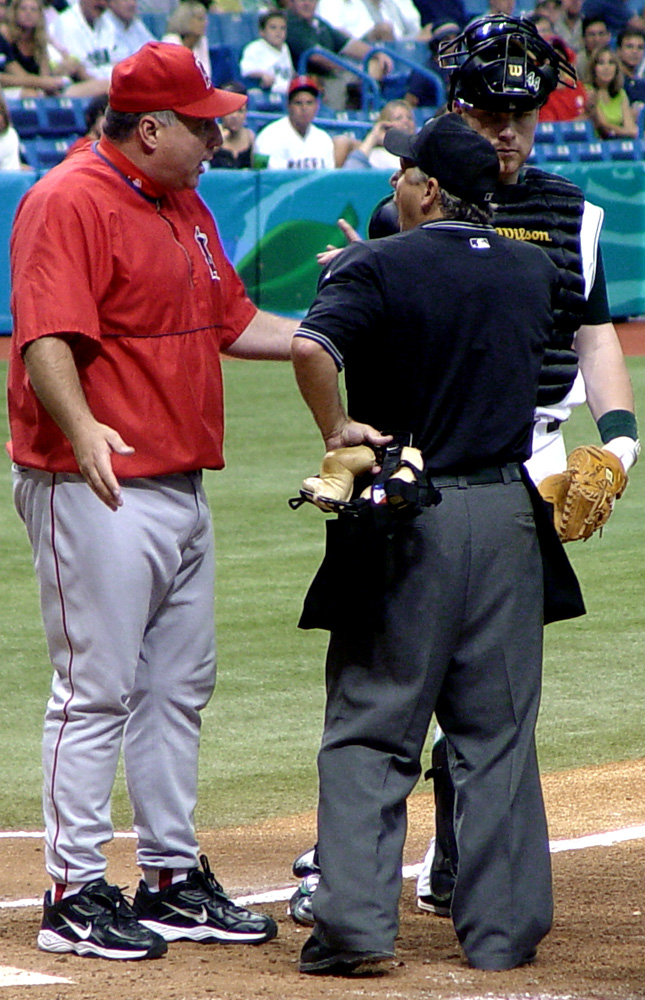
2005년 심판과 싸우는 소샤 감독

소샤는 아메리카 야구 작가 협회에 의하여 "올해의 아메리칸 리그 감독"으로 명예가 주어졌다. 그는 또한 스포팅 뉴스, USA 투데이 주간 스포츠와 니그로 리그 베이스볼 박물관에 의하여 2002년의 아메리칸 리그 감독으로 임명되기도 하였다. 그는 더욱 나아가서 베이스볼 아메리카에 의하여 "올해의 메이저 리그 감독"으로 임명되었다.
소샤 아래의 에인절스는 6년 도안에 아메리칸 리그 서부 디비전을 우승하여 프랜차이즈 역사상 보이지 않은 온필드 성공의 기간을 즐기려 하였다. 소샤의 에인절스는 2002년 99개의 우승과 함께 프랜차이즈의 단 하나의 시즌을 우승한 기록을 깨고, 다시 2008년 100개의 우승과 함께 기록을 깼다. 하지만 자신들의 추억적인 2002년 이래 아직 다른 아메리칸 리그 페넌트 혹은 월드 시리즈를 이기지 않았다.
소샤는 우승과 감독을 맡은 경기들에서 현재 에인절스의 사상 지도자이며, 2007년과 2008년 각각 둘 다의 범주들에서 원래 감독 빌 리그니의 총계를 넘었다. 그는 또한 메이저 리그 베이스볼에서 장기적 감독이기도 하다. 2009년 1월 그는 자신의 계약에 다수 해의 연장을 받아 그의 전 계약은 2010년 시즌을 통하여 달라졌다. 추가적 해들의 수는 10년으로서 공공적으로 공고된 이 계약을 통하여 2018년을 통할 새 계약인 메이저 리그 베이스볼에 의하여 확증되었다. 소샤는 아메리카 야구 작가 협회에 의하여 "올해의 아메리칸 리그 메이저 리그 감독"으로 명예가 주어졌다.
소샤는 자신의 10개의 시즌들의 6개에서 플레이오프들에 도달하는 데 첫 감독이 되었다. 2011년 5월 8일 에인절스는 클리블랜드 인디언스를 꺾어 메이저 리그 감독으로서 소샤의 1000번째 우승을 기록하였다.
2012년 미키 해처가 팀의 타구 코치의 활약으로부터 해고를 당할 때 소샤의 에인절스의 총 지배인 제리 디포토 사이에 개발되었다. 2013년 시즌 이후에 에인절스가 디포토 혹은 소샤를 대체할 것 같은 소문들에 불구하고, 모레노는 2014년 시즌을 위하여 에인절스로 둘 다 돌아오리라고 공고하였다.
2015년 시즌 동아에 디포토와 소샤 사이의 긴장이 지속되어 소샤와 그의 코치들이 디포토와 본부에 의하여 개발된 통계적인 보고들을 자신들의 선수들에게 전달하였다. 디포토는 7월 1일에 사임하였다. 전 에인절스의 총 지배인 빌 스톤먼이 중간기의 총 지배인으로 기용되었다.

## 개인 생활
다저스와 계약을 맺은 후, 자신의 경력 초기에 소샤는 자신이 컴퓨터 학위를 취득한 펜실베이니아 주립 대학교에서 수학한 한산기를 보냈다. 소샤와 그의 부인 앤은 2명의 자식들 - 아들 매슈와 딸 테일러를 두었다. 그들은 캘리포니아주 웨스트레이크 빌리지에 거주하고 있다. 앤은 다저 스타디움으로 그에게 쿠키들을 가져오면서 유명하게 마이크를 만났다.
노트르담 대학교를 위하여 야구를 한 매슈는 2011년 메이저 리그 베이스볼 드래프트에 의하여 45번째 라운드에서 선발되었다. 그는 6월 20일에 계약을 맺어 AZL 에인절스로 임명되었다. 그는 2014년 3월 20일 웨인 그레츠키의 아들 트레버 그레츠키를 위하여 시카고 컵스로 이적되었다. 그는 6월 14일 윈디시티 선더볼츠에 의하여 나오게 되었다.